# Martti Markkula
Martti Antero Markkula, född 1 maj 1926 i Helsingfors, död 29 juli 2004 i Vanda, var en finländsk entomolog.
Markkula avlade filosofie doktorsexamen 1957. Han anställdes 1951 vid Lantbrukets forskningscentral, var professor och chef för centralens skadedjursavdelning 1974–1989 och forskarprofessor vid Finlands Akademi 1975–1980.
Markkula var känd som en framstående skadedjursexpert med miljövård som specialintresse. Han var bland annat ordförande för Växtskyddsföreningen 1981–1983, dess hedersordförande från 1991, ordförande för Vetenskapliga samfundens delegation 1983–1986 och chefredaktör för tidningen Ympäristö ja terveys 1985–1998. 